# Сарађоло (Сијена)
Сарађоло је насеље у Италији у округу Сијена, региону Тоскана.
Према процени из 2011. у насељу је живело 352 становника. Насеље се налази на надморској висини од 935 м.